# Qualificazioni ai Giochi della XVII Olimpiade (AFC)
Di seguito sono elencati gli incontri con relativo risultato della zona asiatica (AFC) per le qualificazioni a Roma 1960.

## Formula
Vennero previsti due turni di qualificazione.
Nel primo turno, le 8 squadre partecipanti vennero divise in quattro spareggi A/R. Le vincenti avrebbero avuto accesso al secondo turno, composto da altri due spareggi A/R. Le vincenti degli spareggi si sarebbero qualificate alle Olimpiadi.

## Risultati

### Primo turno eliminatorio
L'Australia si ritirò prima di giocare il proprio spareggio. La partita di ritorno fra Afghanistan ed India non fu giocata.
|  | Afghanistan | 2 – 5 | India |  |

|  | India | – | Afghanistan |  |

|  | Indonesia | – | Australia |  |

|  | Australia | – | Indonesia |  |

|  | Thailandia | 1 – 3 | Taiwan |  |

|  | Taiwan | 3 – 1 | Thailandia |  |

|  | Giappone | 0 – 2 | Corea del Sud |  |

|  | Corea del Sud | 0 – 1 | Giappone |  |

Passano il turno India (5-2), Indonesia (ritiro dell'Australia), Taiwan (6-2) e Corea del Sud (2-1).

### Secondo turno eliminatorio
|  | Taiwan | 1 – 2 | Corea del Sud |  |

|  | Corea del Sud | 0 – 2 | Taiwan |  |

|  | India | 4 – 2 | Indonesia |  |

|  | Indonesia | 0 – 2 | India |  |

Si qualificano Taiwan (ritiro della Corea del Sud) e India (6-2).